# Красные Всходы
Красные Всходы (до 1939 года — Сосуниха) — деревня в Одинцовском районе Московской области, в составе сельского поселения Ершовское. До 2006 года Красные Всходы входили в состав Ершовского сельского округа.
Деревня расположена на северо-западе района, в междуречье реки Сторожки и её правого притока Кадочки, в 8 километрах на северо-запад от Звенигорода, высота центра над уровнем моря 193 м.
Впервые в исторических документах Сосуниха встречается в писцовой книге 1678 года, как вотчина стряпчего И. А. Волохова. В Экономических примечаниях 1800 года в деревне записано 10 дворов и 31 душа мужского пола и 43 женского пола. На 1852 год в Сосунихе числилось 11 дворов, 40 душ мужского пола и 55 — женского, в 1890 году — 131 человек. По Всесоюзной переписи 17 декабря 1926 года, ещё в Сосунихе, числилось 37 хозяйств и 216 жителей. В 1939 году деревня получила современное название; по переписи 1989 года — 18 хозяйств и 21 житель.

## Население
| 2002 | 2006 | 2010 |
| ---- | ---- | ---- |
| 9    | →9   | ↘5   |